# East Finchley
East Finchley – dzielnica Londynu, leżąca w gminie London Borough of Barnet. W 2011 dzielnica liczyła 15 989 mieszkańców.